# Michael Anthony
Michael Anthony Sobolewski (ur. 20 czerwca 1954 w Chicago, Illinois) – amerykański gitarzysta basowy.

## Życiorys
W latach 1974–2006 członek hardrockowej grupy Van Halen. Z zespołem nagrał dziesięć pierwszych albumów studyjnych. Na 11. albumie zespołu – Van Halen III z 1998 roku zagrał w trzech kompozycjach, resztę ścieżek basu zarejestrował Eddie Van Halen.  Zastąpiony w 2007 roku przez Wolfganga Van Halena, syna Edwarda Van Halena. Zadebiutował w 1972 roku. Od 2008 roku członek zespołu Chickenfoot. Z pochodzenia jest Polakiem, jego rodzice byli imigrantami z Polski.